# توشيو ياماغوتشي
توشيو ياماغوتشي (بالكانا:やまぐち としお) هو سياسي ياباني، ولد في 29 أغسطس 1940 في اليابان. حزبياً، نشط في الحزب الليبرالي الديمقراطي الياباني وحزب الآفاق الجديدة. انتخب عضو مجلس النواب من اليابان.